# Management (film)
Management is een romantische komedie-dramafilm uit 2008 onder regie van Stephen Belber, die zelf ook het scenario schreef.

## Verhaal
Mike werkt in het motel van zijn ouders Trish en Jerry. Sue is vertegenwoordiger voor een firma die kunst verkoopt. Wanneer ze een weekend in het motel verblijft, is Mike meteen onder de indruk van haar. Hij is alleen niet erg handig in het benaderen van vrouwen. Na twee pogingen om met een fles drank als cadeau haar kamer in te mogen, gunt Sue hem een meevaller. Ze staat hem toe om even zijn hand op haar billen te leggen. Ze vertelt hem dat ze verder niets van hem wil, maar voor ze naar huis vliegt gaat ze terug en heeft ze seks met hem.
Zonder haar weten vliegt Mike haar achterna naar Baltimore. Sue is onaangenaam verrast door zijn komst. Ze laat zich overhalen om samen te gaan wandelen, maar stuurt hem daarna naar huis. Tot Mikes verrassing komt ze even later weer naar het motel. Ze wil hem een kans geven en maakt kennis met zijn moeder, die erg ziek is. Sue ziet na een tijdje alsnog geen toekomst in hun relatie en verlaat Mike. Even daarna overlijdt zijn moeder.
Mike gaat Sue opnieuw zoeken. Die blijkt inmiddels samen te wonen in Washington met haar vriend Jango. Mike neemt een baantje bij een restaurant in de stad. Hij wil Sue verrassen en landt met een parachute in het zwembad bij het huis waar ze woont. Jango bedreigt hem. Mike laat zich niet afschrikken en brengt Sue 's avonds een serenade. Ze zoekt hem de volgende dag op. Ze vertelt hem dat ze zwanger is en met Jango gaat trouwen. Ze wil met iemand zijn die zijn zaakjes op orde heeft. Mike stuurt haar kwaad weg.
Mike trekt zich maanden terug in een boeddhistisch klooster. Zijn vader runt het motel inmiddels alleen, maar wil het eigenlijk niet meer. Het was Trish' liefhebberij, niet die van hem. Mike stelt voor dat Jerry het verkoopt en iets gaat doen dat hij zelf graag wil. Zijn vader verrast hem door hem het motel te schenken. Mike besluit om er een daklozenopvang van te maken, iets dat Sue graag nog eens wilde doen. Hij probeert haar te bellen, maar krijgt Jango aan de lijn. Die vertelt dat Sue bij hem weg is.
Mike zoekt Sue op bij haar moeder en vraagt haar om te komen helpen in de opvang. Sue is blij om hem te zien en betreurt dat ze hun relatie heeft verpest. Mike vertelt haar dat hij van haar houdt en voor haar en haar baby wil zorgen. Daarop sluiten ze elkaar in de armen.

## Rolverdeling
- Jennifer Aniston: Sue Claussen
- Steve Zahn: Mike Flux
- Woody Harrelson: Jango
- Fred Ward: Jerry Flux
- Margo Martindale: Trish Flux
- James Hiroyuki Liao: Al
- Josh Lucas: Barry